# San Vito dei Normanni
San Vito dei Normanni (Santu Vitu på salentinsk dialekt) er en italiensk by. Den har ca. indbyggere og ligger i provinsen Brindisi i Apulien.

## Beliggenhed
San Vito dei Normanni ligger ca. 9 km fra Adriaterhavets kyst, 20 km fra Brindisi, ca. 55 km fra Lecce og ca. 100 km fra Bari. San Vito breder sig over et arela på 66,4 m2 og befinder sig 110 meter over havets overflade (gennemsnit). 

## Historie
Arkæologiske fund dateret til ca. år 1800 f.Kr. viser, at området har været beboet i broncealderen.
Byen kan dateres til middelalderen, sidst i det 10. århundrede, og er sandsynligvis grundlagt af en koloni af Slavere, der flygtede fra det østlige Kroatien for at undgå forfølgelserne fra Saracenerne. Nogle forskere mener, at byen blev grundlagt af normanneren Bohemund 1. (1050-1111), søn af Robert Guiscard, der for at tilgodese sin jagtglæde beordrede konstruktionen af det kvadratiske tårn, der stadig eksisterer.
Fra det 15. århundrede begyndte byen at vokse og bredte sig mod nord og øst. I 1571 deltog en håndfuld af byens indbyggere i Slaget ved Lepanto. Til minde om sejren byggede de kirken Santa Maria della Vittoria. I 1799 blev San Vito indlemmet i den Neapolitanske Republik. 
I 1927 blev provinsen Brindisi etableret, hvori San Vito blev inkluderet. 
I de første århundreder bar byen navnet San Vito degli Schiavi (eller Schiavoni), benævnt efter de slovenske grundlæggere. Ved et kongeligt dekret af 13. december 1863 antog byen navnet San Vito. Efter et dekret af 14. april 1994 af den italienske præsident fik byen sin nuværende betegnelse, San Vito dei Normanni.

## Kendte bysbørn
- Leonardo Leo (1694-1744) komponist
- Lanza del Vasto (1901-1981), forfatter

## Venskabsbyer
- Salzwedel, (Tyskland)
- Louviers (Frankrig)

## Fodnoter
1. ↑  demo.istat.it (fra Wikidata).
2. ↑  San Vito dei Normanni scoperta zona messapica – Repubblica — 18 dicembre 2003
3. ↑  San Vito dei Normanni scoperta zona messapica – Repubblica — 18 dicembre 2003